# Piegaro
Piegaro là một đô thị ở Tỉnh Perugia trong vùng Umbria, có khoảng cách khoảng 30 km về phía tây nam của Perugia. Tại thời điểm ngày 31 tháng 12 năm 2004, đô thị này có dân số 3.679 người và diện tích là 99,0 km².
Đô thị Piegaro có các frazioni (các đơn vị cấp dưới, chủ yếu là các làng) Acquaiola Gratiano, Castiglion Fosco, Cibottola, Colle Baldo, Gaiche, Greppolischieto, Ierna Vignaie, Macereto, Oro, Pietrafitta, và Pratalenza.
Piegaro giáp các đô thị: Città della Pieve, Marsciano, Montegabbione, Monteleone d'Orvieto, Paciano, Panicale, Perugia, San Venanzo.